# Lipigas
Empresas Lipigas S.A es una empresa chilena dedicada a la comercialización de gas licuado del petróleo, gas natural y gas natural licuado para uso residencial, comercial e industrial. Fue fundada en Valparaíso en 1950 y actualmente es la principal empresa de este rubro controlando el 37% del mercado a nivel nacional.

## Historia
Lipigas es fundada en 1950, dedicándose a la comercialización de gas licuado del petróleo en la provincia de Valparaíso. En 1959 es creada la empresa Codigas, siendo la primera distribuidora de gas licuado del petróleo para la ciudad de Santiago. En 1961 la empresa Agrícola O'Higgins (fundada en 1953) obtiene de Enap la concesión para poder distribuir, por primera vez, el elemento dentro de la Provincia de O'Higgins. En 1975 surge la Empresa Nacional del Gas, resultante de la fusión de las empresas Progas y Biogas que abastecían a las regiones del Biobío y de la Araucanía.
En 1977, Agrícola O'Higgins se transforma en Agrogas S.A.C. y, cuatro años más tarde, la Empresa Nacional del Gas pasa a ser Enagas S.A. El Grupo Santa Cruz-Yaconi adquiere el control de las empresas Agrogas, Codigas, Enagas y Lipigas. En 1994, Enagas extiende su distribución hacia las regiones del Maule y de Los Lagos.
En el año 2000 la empresa multinacional Repsol YPF adquiere el 45% de la participación de todas las compañías. En 2003 son fusionadas las empresas anteriormente adquiridas, agrupándose en un solo nombre (Lipigas) y con un único logotipo. Repsol YPF vendió el año 2012 el 100% de su adquisición de Lipigas a LV Expansión SpA. Con esto Repsol YPF deja de operar en Chile.
Actualmente la empresa comercializa el elemento desde Arica a Coyhaique a través de una red de 2000 distribuidores, además cuenta con 13 plantas de almacenamiento y envasado, 15 centrales de distribución y ventas y 4 oficinas comerciales. Emplea a 925 trabajadores.
En el año 2011 Lipigas compra el 70% de la empresa Gas Pais de Colombia, ingresando al mercado de este país. En la actualidad Gas Pais junto a las empresas Pro Gas, Giragas y Gas Sumapaz están unidas bajo la marca Chilco Distribuidora de Gas y Energía S.A.S E.S.P, todas compradas por Lipigas. El año 2013 Lipigas compra el 100 % de Lima Gas por 32 millones de dólares entrando al mercado del GLP peruano. A principios de 2016 concreta la adquisición de NeoGas, empresa dedicada a la distribución de gas natural comprimido (GNC). 
Un hecho destacable en la historia de la empresa es el perrito Spike, un perro quiltro quien fue rostro de la compañía desde 2004 hasta 2016. Fue recogido de la calle por un sargento de Carabineros, quien posteriormente lo adiestró, lo que hizo que la empresa lo eligiera como su rostro.
Spike grabó más de 30 comerciales, donde su personalidad, cercanía y alegría usando modismos chilenos (voz del locutor y doblajista Edu Valenzuela) hicieron que Spike fuera uno de los rostros más queridos por los chilenos, además de elevar el conocimiento de la marca Lipigas. Spike falleció en la noche del jueves 17 de marzo de 2016, a la edad de 14 años perrunos producto de un paro cardíaco, en la casa de sus dueños ubicada en Puente Alto.
En noviembre de 2016, la compañía concretó su apertura en Bolsa.

En abril de 2024, la empresa confirmó un cambio de nombre para fortalecer su presencia en la región y que tengan un nombre común en los países que se encuentra presente la empresa (Chile, Colombia y Perú), el nombre elegido fue Lipiandes, una referencia a la Cordillera de los Andes que pasa por los tres países.